# المحكمة الجنائية العراقية العليا
تشكلت المحكمة الجنائية العراقية العليا في بدايتها بموجب القانون رقم -1- لسنة 2003 والمنشور في جريدة الوقائع العراقية رقم 3980 من قبل مجلس الحكم العراقي والمفوض بإنشاء المحكمة الجنائية العراقية المختصة بالجرائم ضد الإنسانية (في حينها) بموجب الامر (48) الصادر من المدير الإداري لسلطة الائتلاف المؤقتة.
وقد بقي هذا القانون نافذ المفعول حتى صدور القانون رقم (10) لسنة 2005 الذي أقرته الجمعية الوطنية العراقية.